# 金永炎
金永炎（1880年—？）字晓峰（又作小峰），湖北黄陂人，中华民国军事将领。

## 生平
金永炎毕业于日本陆军士官学校。
辛亥革命后，1912年南京临时政府成立，金永炎出任南京的陆军军官学校校长。1912年，南京有入伍生队，陆军部命令其改为预备军官学校。因为武昌的陆军第三中学堂早就已经开办，便由入伍生队队长金永炎率队来到湖北，准备在武昌的陆军第三中学堂的基础上成立第二预备军官学校。当时，武昌陆军中学已经开课半年，校长为刘绳武，与金永炎是日本陆军士官学校的同学。因为第二预备军官学校校长已发表由金永炎出任，刘绳武乃反对合并，后来由于陆军第三中学堂学生提出抗议，最后两校终于合并，但已耽误了一年左右时间。 
1913年1月，大总统袁世凯公布《现行都督府组织令》，其中规定各省暂设都督1人，都督府设参谋长、副官长各1人，参谋、副官、书记等12至15人，并设军务、军需、军法、军医等课。随后，金永炎出任湖北都督府参谋长。1913年12月，黎元洪到北京赴任副总统兼参谋总长，湖北都督府事务“暂交参谋长金永炎代拆代行”。后来，金永炎出任总统府高等顾问。
1917年，在府院之争中，金永炎、丁世峄、哈汉章、黎澍是大总统黎元洪的主要幕僚，被总理段祺瑞方面称作“四凶”。
1919年3月，广西陆军讲武堂开学，金永炎任堂长，江隽任教育长。1922年10月11日，获将军府授“炎威将军”。
1923年5月7日，北京学生举行“五九國恥”八周年紀念游行，梁思成和弟弟梁思永驾驶大姐梁思顺自菲律宾为他们买的摩托车，离家追赶游行队伍。在南长街和西长安街的交口处被陆军次长金永炎乘坐的汽车撞倒。梁思成和梁思永受伤住院。
1923年6月7日，大总统黎元洪为内阁辞职之事发表通电进行辩白，并派陆军次长金永炎、农商次长刘治洲赴天津挽留张绍曾。 6月13日，大总统黎元洪将国务总理张绍曾免职，任命李根源兼署国务总理，金永炎为陆军总长。后来，大总统黎元洪在天津咨行国会任命李根源暂署国务总理，金永炎代陆军总长。民國十二年（1923年），北京高凌霨摄政内阁免去陸軍次長金永炎職務，以王坦暂代。9月11日，黎元洪南下抵达上海，率李根源、饶汉祥、金永炎、陈宧等人电请孙中山等，希望“共伸正义，解决时局”。